# Smile For Me
「スマイル・フォー・ミー」（Smile for me）は、ザ・タイガースが1969年7月に発売したシングルである。既にGSブームは完全に終焉を迎えていた。

## 解説
「スマイル・フォー・ミー」は前年1968年に雑誌『ヤング・ミュージック』（集英社）の企画による国際電話対談でザ・タイガースとビージーズが意気投合し、バリー・ギブとモーリス・ギブが作詞・作曲を手がけたプレゼント曲である。
吹き込みは映画『ザ・タイガース ハーイ!ロンドン』の撮影のため滞在していたロンドンで行われた。両面共に英語詞から成る作品。イギリス盤も発売され、こちらは「淋しい雨」がA面扱いとなっていた。
曲終盤の転調部分のキーが沢田にとって高過ぎたため、この時ロンドンのレコーディングスタジオにタイガースを訪ねていた中尾ミエ(タイガースと同じ渡辺プロダクション所属)が沢田と共に歌う事で補われている。なおこの曲をライブ演奏する際は沢田が歌えるよう、転調しないアレンジに変えている。
なお、ロンドンでこのセッションをプロデュースしたのは、インド系イギリス人ビドゥーで、後にカール・ダグラスが発表した大ヒット曲「吼えろ! ドラゴン」（1974年）で知られることになる。
録音順では1969年8月発売の「嘆き」が先だったものの後で録音された「スマイル・フォー・ミー」が先行発売された。

## 収録曲
1. スマイル・フォー・ミー (Smile for me)（2分59秒）
  - 作詞・作曲:Barry Gibb,Maurice Gibb／編曲：John Fiddy[4]
2. 淋しい雨 (Rain falls on the lonely)（2分53秒）
  - 作詞・作曲:Ronald F. Bond,Ronnie Sebastian／編曲：John Fiddy[4]